# Ronde van Burgos 2012
De Ronde van Burgos 2012 (Spaans: Vuelta a Burgos 2012) was een Spaanse wielerkoers die van woensdag 1 augustus tot en met zondag 5 augustus gehouden werd en deel uitmaakte van de UCI Europe Tour 2012 (categorie 2.HC). De renners moesten in totaal 775 kilometers afleggen, verdeeld over vijf etappes, in deze 34ste editie. Titelverdediger was Samuel Sánchez. De ronde werd in 2012 gewonnen door de Spanjaard Daniel Moreno.

## Startlijst
| Team Katjoesja | Team Movistar | Euskaltel-Euskadi |
| - 1. Joaquin Rodríguez - 2. Petr Ignatenko - 3. Aleksandr Kolobnev - 4. Alberto Losada - 5. Daniel Moreno - 6. Xavier Florencio - 7. Aleksej Tsatevitsj - 8. Ángel Vicioso                    | - 11. David Arroyo - 12. Marzio Bruseghin - 13. David López - 14. Ángel Madrazo - 15. Javier Moreno - 16. Sergio Pardilla - 17. Rubén Plaza - 18. Giovanni Visconti                      | - 21. Igor Antón - 22. Mikel Landa - 23. Romain Sicard - 24. Ricardo García - 25. Iván Velasco - 26. Mikel Astarloza - 27. Gorka Verdugo - 28. Juan José Oroz                                    |
| Liquigas-Cannondale | Orica GreenEdge Cycling Team | FDJ-BigMat |
| - 31. Eros Capecchi - 32. Maciej Paterski - 33. Daniele Ratto - 34. Juraj Sagan - 35. Cristiano Salerno - 36. Cayetano Sarmiento - 37. Sylwester Szmyd - 38. —                                | - 41. Simon Clarke - 42. Allan Davis - 43. Julian Dean - 44. Mitchell Docker - 45. Christian Meier - 46. Cameron Meyer - 47. Travis Meyer - 48. Wesley Sulzberger                        | - 51. Nacer Bouhanni - 52. Arnaud Courteille - 53. Arnaud Gérard - 54. Arnold Jeannesson - 55. Rémi Pauriol - 56. Geoffrey Soupe - 57. Benoît Vaugrenard - 58. Jussi Veikkanen                   |
| Rabobank | Sky ProCycling | Caja Rural |
| - 61. Robert Gesink - 62. Matti Breschel - 63. Paul Martens - 64. — - 65. Bauke Mollema - 66. Grischa Niermann - 67. Jos van Emden - 68. Coen Vermeltfoort                                    | - 71. Ian Stannard - 72. Juan Antonio Flecha - 73. Sergio Henao - 74. Danny Pate - 75. Ben Swift - 76. Rigoberto Urán - 77. Xabier Zandio - 78. Davide Martinelli                        | - 81. André Cardoso - 82. David de la Fuente - 83. Fabricio Ferrari - 84. Hernâni Brôco - 85. Aitor Galdós - 86. Marcos García - 87. Antonio Piedra - 88. Javier Aramendia                       |
| Andalucia | Argos-Shimano | Androni Giocattoli - Venezuela |
| - 91. Adrián Palomares - 92. Jesús Rosendo - 93. Javier Ramirez - 94. Juan José Lobato - 95. Sergio Carrasco - 96. Javier Chacón - 97. José Toribio Alcolea - 98. Pablo Lechuga               | - 101. Thomas Damuseau - 102. Johannes Fröhlinger - 103. Thierry Hupond - 104. Yukihiro Doi - 105. Alexandre Geniez - 106. Ji Cheng - 107. Tom Dumoulin - 108. Tobias Ludvigsson         | - 111. Franco Pellizotti - 112. Riccardo Chiarini - 113. Alessandro De Marchi - 114. Fabio Felline - 115. Jonathan Monsalve - 116. Francisco Moreno - 117. Antonio Santoro - 118. Emanuele Sella |
| Saur-Sojasun | Acqua & Sapone | Topsport Vlaanderen-Mercator |
| - 121. Cyril Bessy - 122. Jérémy Galland - 123. Fabrice Jeandesboz - 124. David Le Lay - 125. Maxime Méderel - 126. Jean-Lou Paiani - 127. Stéphane Poulhiès - 128. Paul Poux                 | - 131. Carlos Betancur - 132. Massimo Codol - 133. Danilo Di Luca - 134. Alessandro Donati - 135. Stefano Garzelli - 136. Vladimir Miholjević - 137. Francesco Reda - 138. Fabio Taborre | - 141. Sander Armée - 142. Kevin De Jonghe - 143. Preben Van Hecke - 144. Stijn Neirynck - 145. Pieter Serry - 146. Eliot Lietaer - 147. Arthur Van Overberghe - 148. Zico Waeytens              |
| Coldeportes-Colombia | Burgos BH-Castilla y Leon | Orbea - Continental |
| - 151. Darwin Atapuma - 152. Esteban Chaves - 153. Robinson Chalapud - 154. Juan Pablo Forero - 155. Javier González - 156. Dalivier Ospina - 157. Jarlinson Pantano - 158. Enrique Rodriguez | - 161. Jóni Silva Brandão - 162. Efren Carazo - 163. Lluís Mas Bonet - 164. Manuel Anton - 165. David Belda - 166. Moisés Dueñas - 167. Pablo Torres - 168. Carlos Verona                | - 171. Carlos Barbero - 172. Xabier Zabalo - 173. Aritz Etxebarria - 174. Mikel Bizkarra - 175. Omar Fraile - 176. Aritz Bagües - 177. Jon Aberasturi - 178. Haritz Orbe                         |

## Klassementsleiders
| Etappe    | Algemeen      | Punten        | Berg                 | Sprint       | Ploegen        |
| 1         | Daniel Moreno | Daniel Moreno | Maciej Paterski      | Aitor Galdós | Acqua & Sapone |
| 2         | Daniel Moreno | Daniel Moreno | Daniel Moreno        | Aitor Galdós | Team Katjoesja |
| 3         | Daniel Moreno | Daniel Moreno | José Toribio Alcolea | Aitor Galdós | Team Katjoesja |
| 4         | Daniel Moreno | Daniel Moreno | José Toribio Alcolea | Aitor Galdós | Rabobank       |
| 5         | Daniel Moreno | Daniel Moreno | Sergio Pardilla      | Aitor Galdós | Team Movistar  |
| Eindstand | Daniel Moreno | Daniel Moreno | Sergio Pardilla      | Aitor Galdós | Team Movistar  |

## Etappe-uitslagen

### 1e etappe
| Miranda de Ebro – Ojo Guareña (135 km) |                |                        |          |
| Plaats                                 | Naam           | Ploeg                  | tijd     |
| Winnaar                                | Daniel Moreno  | Team Katjoesja         | 3u01'25" |
| 2                                      | Sergio Henao   | Sky ProCycling         | z.t.     |
| 3                                      | Matti Breschel | Rabobank               | z.t.     |
|                                        |                |                        |          |
| 12                                     | Tom Dumoulin   | Argos-Shimano          | +00'06"  |
| 14                                     | Pieter Serry   | Topsport Vlaanderen-M. | z.t.     |

### 2e etappe
| Burgos – Burgos (141 km) |               |                        |          |
| Plaats                   | Naam          | Ploeg                  | tijd     |
| Winnaar                  | Daniel Moreno | Team Katjoesja         | 3u11'14" |
| 2                        | Sergio Henao  | Sky ProCycling         | +00'02"  |
| 3                        | Simon Clarke  | Orica-GreenEdge        | +00'07"  |
|                          |               |                        |          |
| 15                       | Robert Gesink | Rabobank               | +00'09"  |
| 19                       | Eliot Lietaer | Topsport Vlaanderen-M. | +00'16"  |

### 3e etappe
| Santo Domingo de Silos – Lerma (159 km) |                   |                        |          |
| Plaats                                  | Naam              | Ploeg                  | tijd     |
| Winnaar                                 | Matti Breschel    | Rabobank               | 3u52'35" |
| 2                                       | Nacer Bouhanni    | FDJ-BigMat             | z.t.     |
| 3                                       | Ben Swift         | Sky ProCycling         | z.t.     |
|                                         |                   |                        |          |
| 12                                      | Zico Waeytens     | Topsport Vlaanderen-M. | z.t.     |
| 22                                      | Coen Vermeltfoort | Rabobank               | z.t.     |

### 4e etappe
| Doña Santos – Clunia (170 km) |               |                        |          |
| Plaats                        | Naam          | Ploeg                  | tijd     |
| Winnaar                       | Paul Martens  | Rabobank               | 3u50'35" |
| 2                             | Daniel Moreno | Team Katjoesja         | +00'02"  |
| 3                             | Simon Clarke  | Orica-GreenEdge        | +00'05"  |
|                               |               |                        |          |
| 7                             | Tom Dumoulin  | Argos-Shimano          | +00'06"  |
| 26                            | Zico Waeytens | Topsport Vlaanderen-M. | +00'46"  |

### 5e etappe
| Comarca Pinares – Lagunas de Neila (170 km) |                |                        |          |
| Plaats                                      | Naam           | Ploeg                  | tijd     |
| Winnaar                                     | Esteban Chaves | Colombia-Coldeportes   | 4u17'59" |
| 2                                           | Sergio Henao   | Sky ProCycling         | z.t.     |
| 3                                           | Igor Antón     | Euskaltel-Euskadi      | +00'11"  |
|                                             |                |                        |          |
| 9                                           | Robert Gesink  | Rabobank               | +00'58"  |
| 22                                          | Sander Armée   | Topsport Vlaanderen-M. | +02'04"  |

## Eindklassementen
| Plaats      | Naam              | Ploeg                 | Tijd      |
| ----------- | ----------------- | --------------------- | --------- |
| Paarse trui | Daniel Moreno     | Team Katjoesja        | 18u14'12" |
| 2           | Sergio Henao      | Sky ProCycling        | +00'10"   |
| 3           | Esteban Chaves    | Colombia-Coldeportes  | +00'16"   |
| 4           | Franco Pellizotti | Androni Giocattoli-V  | +00'50"   |
| 5           | Javier Moreno     | Team Movistar         | +00'58"   |
| 6           | Robert Gesink     | Rabobank              | +01'03"   |
| 7           | Giovanni Visconti | Team Movistar         | +01'09"   |
| 8           | Eros Capecchi     | Liquigas-Cannondale   | +01'28"   |
| 9           | Igor Antón        | Euskaltel-Euskadi     | +01'29"   |
| 10          | Tom Dumoulin      | Argos-Shimano         | +01'43"   |
|             |                   |                       |           |
| 22          | Sander Armée      | Topsport Vlaanderen-M | +04'32"   |

| Plaats      | Naam           | Ploeg          | Punten |
| ----------- | -------------- | -------------- | ------ |
| Groene trui | Daniel Moreno  | Team Katjoesja | 84     |
| 2           | Matti Breschel | Rabobank       | 60     |
| 3           | Sergio Henao   | Sky ProCycling | 60     |

| Plaats    | Naam              | Ploeg                | Punten |
| --------- | ----------------- | -------------------- | ------ |
| Rode trui | Sergio Pardilla   | Team Movistar        | 39     |
| 2         | Jarlinson Pantano | Colombia-Coldeportes | 37     |
| 3         | Sergio Henao      | Sky ProCycling       | 33     |

| Plaats      | Naam            | Ploeg           | Punten |
| ----------- | --------------- | --------------- | ------ |
| Blauwe trui | Aitor Galdós    | Caja Rural      | 19     |
| 2           | Christian Meier | Orica-GreenEdge | 9      |
| 3           | David López     | Team Movistar   | 7      |

| Plaats | Ploeg                | Tijd      |
| ------ | -------------------- | --------- |
|        | Team Movistar        | 54u46'35" |
| 2      | Euskaltel-Euskadi    | +00'50"   |
| 3      | Colombia-Coldeportes | +02'41"   |

1946 · 1947 · 1948–1980 · 1981 · 1982 · 1983 · 1984 · 1985 · 1986 · 1987 · 1988 · 1989 · 1990 · 1991 · 1992 · 1993 · 1994 · 1995 · 1996 · 1997 · 1998 · 1999 · 2000 · 2001 · 2002 · 2003 · 2004 · 2005 · 2006 · 2007 · 2008 · 2009 · 2010 · 2011 · 2012 · 2013 · 2014 · 2015 · 2016 · 2017 · 2018 · 2019 · 2020 · 2021 · 2022 · 2023 · 2024 · 2025
Etappewedstrijden

 Ster van Bessèges · 
 Ronde van de Middellandse Zee · 
 Ruta del Sol · 
 Ronde van de Algarve · 
 Ronde van de Haut-Var · 
 Driedaagse van West-Vlaanderen · 
 Internationale Wielerweek · 
 Internationaal Wegcriterium · 
 Driedaagse van De Panne-Koksijde · 
 Ronde van de Sarthe · 
 Ronde van Trentino · 
 Ronde van Turkije · 
 Ronde van Asturië · 
 Vierdaagse van Duinkerke · 
 Ronde van Azerbeidzjan · 
 Szlakiem Grodòw Piastowskich · 
 Ronde van Castilië en León · 
 Ronde van Picardië · 
 Ronde van Noorwegen · 
 World Ports Classic · 
 Ronde van Beieren · 
 Ronde van België · 
 Tour des Fjords · 
 Ronde van Estland · 
 Ronde van Luxemburg · 
 Boucles de la Mayenne · 
 Ster ZLM Toer · 
 Ronde van Slovenië · 
 Route du Sud · 
 Ronde van Oostenrijk · 
 Sibiu Cycling Tour · 
 Ronde van Wallonië · 
 Ronde van Portugal · 
 Ronde van Denemarken · 
 Ronde van de Ain · 
 Ronde van Burgos · 
 Arctic Race of Norway · 
 Ronde van de Limousin · 
 Ronde van Poitou-Charentes · 
 Wielerweek van Lombardije · 
 Ronde van Groot-Brittannië · 
 Ronde van Gévaudan Languedoc-Roussillon · 
 Eurométropole Tour
Eendaagse wedstrijden

 GP La Marseillaise · 
 Grote Prijs van de Etruskische Kust · 
 Trofeo Palma · 
 Trofeo Ses Salines · 
 Trofeo Serra de Tramuntana · 
 Trofeo Platja de Muro · 
 Trofeo Laigueglia · 
 Ronde van Murcia · 
 Omloop Het Nieuwsblad · 
 Classic Sud Ardèche · 
 GP Lugano · 
 Clásica de Almería · 
 Kuurne-Brussel-Kuurne · 
 La Drôme Classic · 
 Le Samyn · 
 GP Città di Camaiore · 
 Strade Bianche · 
 Roma Maxima · 
 Ronde van Drenthe · 
 Dwars door Drenthe · 
 Nokere Koerse · 
 GP Nobili Rubinetterie · 
 Handzame Classic · 
 Classic Loire-Atlantique · 
 Grote Prijs van Cholet-Pays de Loire · 
 Dwars door Vlaanderen · 
 Route Adélie de Vitré · 
 Volta Limburg Classic · 
 Grote Prijs Miguel Indurain · 
 Ronde van La Rioja · 
 Scheldeprijs · 
 GP Pino Cerami · 
 Klasika Primavera · 
 Parijs-Camembert · 
 Brabantse Pijl · 
 GP Denain · 
 Ronde van de Finistère · 
 Tro Bro Léon · 
 Ronde van Keulen · 
 La Roue Tourangelle · 
 Rund um den Finanzplatz Eschborn-Frankfurt · 
 Ronde van de Somme · 
 ProRace Berlin · 
 Grote Prijs van Plumelec · 
 Boucles de l'Aulne · 
 Ronde van Zeeland Seaports · 
 Trofeo Melinda · 
 GP Kanton Aargau · 
 Ronde van Limburg · 
 Ronde van de Apennijnen · 
 Halle-Ingooigem · 
 Trofeo Matteotti · 
 Prueba Villafranca de Ordizia · 
 GP Industria & Artigianato-Larciano · 
 Ronde van Toscane · 
 Circuito de Getxo · 
 Polynormande · 
 RideLondon Classic · 
 GP Stad Zottegem · 
 Dutch Food Valley Classic · 
 Châteauroux Classic de l'Indre · 
 Druivenkoers Overijse · 
 Ronde van Veneto · 
 Schaal Sels · 
 Memorial Rik Van Steenbergen · 
 Brussels Cycling Classic · 
 GP Fourmies · 
 Ronde van de Doubs · 
 GP Jef Scherens · 
 Coppa Bernocchi · 
 Coppa Agostoni · 
 GP van Wallonië · 
 Ronde van de Drie Valleien · 
 Kampioenschap van Vlaanderen · 
 Memorial Marco Pantani · 
 Grote Prijs Impanis-Van Petegem · 
 GP van Isbergues · 
 GP Industria & Commercio di Prato · 
 Omloop van het Houtland · 
 Duo Normand · 
 Milaan-Turijn · 
 Ronde van Piëmont · 
 Ronde van het Münsterland · 
 Pro Cycling Marathon · 
 Ronde van de Vendée · 
 Memorial Frank Vandenbroucke · 
 Coppa Sabatini · 
 Parijs-Bourges · 
 Ronde van Emilia · 
 GP Beghelli · 
 Parijs-Tours · 
 Nationale Sluitingsprijs · 
 Ronde van Romagna · 
 Chrono des Nations